# Boban Marković
Boban Marković, född 6 maj 1964 i Serbien i Jugoslavien, är en serbisk trumpetare av romskt ursprung. Han har sin egen orkester, Boban Marković Orkestar. Hans son Marko gick med i orkestern 2002. 2007 blev sonen ledare för orkestern.
Marković brukar anses vara en av de bästa trumpetarna på Balkan. Han är flerfaldig vinnare av den gyllene trumpeten vid festivalen i Guča. Marković har uppträtt flera gånger i Sverige – bland annat på Berns i Stockholm under våren 2008 och på Nefertiti i Göteborg i början av april 2009.